# Поколение 1968 (Турция)
Поколение 1968 (тур. 68 Kuşağı) — общее название левого антиимпериалистического и национально-освободительного молодёжного движения в Турции, наиболее известными лидерами которого были Дениз Гезмиш, Махир Чаян, Ибрагим Кайпаккая, Харун Карадениз, Хюсейин Инан, Синан Джемгил и Юсуф Аслан. Являлось частью общемирового движения новых левых.